# Disney Magic Kingdoms
 (septembre 2017).
Disney Magic Kingdoms est un jeu de construction de parcs d'attractions développé par Gameloft utilisant les Univers Disney. Le jeu est sorti le 17 mars 2016 sur iOS, Android et Windows Phone.

## Développement
Le 17 août 2015, Disney Interactive et Gameloft annoncent Disney Magic Kingdoms un jeu de construction de parcs d'attractions utilisant celles de Disney,.
Le 17 mars 2016, Disney Magic Kingdoms sort sur iOS, Android et Windows Phone,

### Mises à jour
Gameloft déploie régulièrement des mises à jour qui ajoutent de nouvelles quêtes, attractions et de nouveaux personnages.
| Date              | Version     | Nom                                                             | Contenu |
| ----------------- | ----------- | --------------------------------------------------------------- | --- |
| 5 avril 2016      | 1.0.7       | Hotfix 1                                                        | Correction de bugs |
| 4 mai 2016        | 1.1.0       | Sleeping Beauty Update                                          | Ajout du thème de La Belle au bois dormant |
| 15 juin 2016      | 1.2.0       | Incredibles Event Update                                        | Événement lié à Les Indestructibles |
| 23 juin 2016      | 1.2.1       | Hotfix 2                                                        | Correction de bugs |
| 29 juillet 2016   | 1.3.0/1.3.1 | Cinderella, Enchanted Chests Update                             | Ajout du thème de Cendrillon et des coffres magiques |
| 14 septembre 2016 | 1.4.0       | Pirates of the Caribbean Update                                 | Ajout du thème des Pirates des Caraïbes |
| 12 octobre 2016   | 1.5.1       | Halloween Event Update                                          | Événement lié à Halloween et du thème de L'Étrange Noël de monsieur Jack                                                                                       |
| 25 octobre 2016   | 1.5.2       | Halloween Hotfix 3                                              | Correction de bugs |
| 7 novembre 2016   | 1.6.0       | Hotfix 4                                                        | Correction de bugs |
| 9 novembre 2016   | 1.6.1       | Hotfix 5                                                        | Correction de bugs |
| 7 décembre 2016   | 1.7.1       | Frozen Event Update                                             | Événement lié à Noël sur le thème de La Reine des neiges |
| 15 décembre 2016  | 1.7.2       | Frozen Hotfix                                                   | Correction de bugs |
| 25 janvier 2017   | 1.8.0       | Mulan Event                                                     | Ajout des personnages de Mulan à l'occasion de la nouvelle année chinoise                                                                                      |
| 8 mars 2017       | 1.9.0       | Be Our Guest Event                                              | Événement lié à la sortie du film live La Belle et la Bête (2017) mais ici on ajoute les personnages animés de La Belle et la Bête (1991) ainsi que Tic et Tac |
| 11 mars 2017      | 1.9.1       | Beauty and the Beast Hotfix Update                              | Correction de bugs |
| 12 avril 2017     | 2.0.0       | Earth Day, Easter Update                                        | Mise à jour avec de nouvelles fonctionnalités |
| 24 mai 2017       | 2.1.1       | Zootopia Update                                                 | Ajout du thème de Zootopie |
| 5 juillet 2017    | 2.2.0       | Lion King Event, Jungle Book Update                             | Événement lié à Le Roi Lion et ajout de Mowgli et Bagheera Le Livre de la Jungle                                                                               |
| 16 août 2017      | 2.3.0       | Aladdin Event Update                                            | Événement lié à Aladdin |
| 28 août 2017      | 2.3.1       | Aladdin Hotfix Update                                           | Corrections de bugs |
| 20 septembre 2017 | 2.4.0       | Jungle Book Part 2 Update                                       | Ajout de personnages au thème Le Livre de la Jungle |
| 25 octobre 2017   | 2.5.0       | Alice in Wonderland Event Update                                | Événement lié à Alice au pays des Merveilles |
| 1er novembre 2017 | 2.5.1       | Alice in Wonderland Hotfix Update                               | Correction de bugs |
| 6 décembre 2017   | 2.6.1       | Snow White Event Update                                         | Événement lié à Blanche-Neige et les sept nains |
| 14 décembre 2017  | 2.6.1c      | Snow White Hotfix Update                                        | Correction de bugs |
| 24 janvier 2018   | 2.7.0       | Peter Pan Update                                                | Ajout du thème de Peter Pan |
| 6 février 2018    | 2.7.1       | Peter Pan Hotfix Update                                         | Correction de bugs |
| 7 mars 2018       | 2.8.0       | Winnie the Pooh Event Update                                    | Événement lié à Winnie l'Ourson et ajout du costume de l'Apprenti Sorcier de Mickey pour le deuxième anniversaire du jeu                                       |
| 9 mars 2018       | 2.8.1       | Winnie The Pooh Hotfix Update                                   | Correction de bugs |
| 19 mars 2018      | 2.8.2       | Winnie The Pooh Hotfix Update                                   | Correction de bugs |
| 18 avril 2018     | 2.9.0       | Lilo & Stitch Event Update                                      | Événement lié à Lilo et Stitch |
| 30 mai 2018       | 3.0.0       | Bambi Update                                                    | Ajout du thème de Bambi, nouvelle zone à débloquer, ajout de Jack-Jack au thème de Les Indestructibles et quête provisoire contre Maléfique                    |
| 4 juin 2018       | 3.0.1       | Bambi Hotfix Update                                             | Correction de bugs |
| 12 juin 2018      | 3.0.2       | Bambi Hotfix Update                                             | Correction de bugs |
| 4 juillet 2018    | 3.1.0/3.1.1 | Big Hero 6 Event Update                                         | Événement lié à Les Nouveaux Héros |
| 10 juillet 2018   | 3.1.1/3.1.2 | Big Hero 6 Hotfix Update                                        | Correction de bugs |
| 18 juillet 2018   | 3.1.2/3.1.3 | Big Hero 6 Hotfix Update                                        | Correction de bugs |
| 1er août 2018     | 3.2.0       | Pirates of the Caribbean Part 2, Peter Pan Part 2 Update        | Ajout de personnages aux thèmes de Pirates des Caraïbes et de Peter Pan nouvelles zones à débloquer et quête provisoire contre Maléfique                       |
| 21 août 2018      | 3.2.1       | Pirates of the Caribbean Part 2, Peter Pan Part 2 Hotfix Update | Correction de bugs |
| 5 septembre 2018  | 3.3.0       | The Little Mermaid Event Update                                 | Événement lié à La Petite Sirène |
| 21 novembre 2018  | 3.3.0       | Wreck-It Ralph Event Update                                     | Événement lié à Ralph 2.0 |
| 12 fevrier 2019   | 3.3.0       | The Princess and the Frog Event Update                          | Événement lié à La Princesse et la Grenouille |
| 19 mars 2019      | 3.3.0       | Dumbo Event Update                                              | Événement lié à Dumbo |
| 16 avril 2019     | 3.3.0       | Moana Event Update                                              | Événement lié à Vaiana : La Légende du bout du monde |
| 21 mai 2019       | 3.3.0       | Toy Story 4 Event Update                                        | Événement lié à Toy Story 4 |
| 2 juillet 2019    | 3.3.0       | DuckTales Event Update                                          | Événement lié à La Bande à Picsou |
| août 2019         | 3.3.0       | Finding Nemo Event Update                                       | Événement lié au Monde de Némo |
| 10 septembre 2019 | 4.3.0       | Snow White and the Seven Dwarfs Tower Challenge, Tangled Update | Ajout du Prince Charmant au thème de Blanche-Neige et les Sept Nains et Pascal au thème de Raiponce.                                                           |
| 15 octobre 2019   | 4.4.0       | Coco Event, The Bride Update                                    | Événement lié à Coco |
| 19 novembre 2019  | 4.5.0       | Frozen 2 Event Update                                           | Événement lié à La Reine des neiges 2 |
| 17 décembre 2019  | 4.6.0       | Star Wars Event Update                                          | Événement lié à l'univers Star Wars |
| 4 février 2020    | 4.8.0       | Lady and the Tramp Update                                       | Ajout du thème de La Belle et le Clochard |
| 10 mars 2020      | 4.9.0       | Onward Event Update                                             | Ajout du thème de En Avant |
| 21 avril 2020     | 5.0.0       | Pocahontas Update                                               | Ajout du thème de Pocahontas |
| 2 juin 2020       | 5.1.0       | Hercules Event Update                                           | Ajout du thème d'Hercule |
| 14 juillet 2020   | 5.2.0       | Winnie the Pooh Tower Challenge Update                          | Ajout de Maître Hibou au thème de Winnie l'ourson |
| 25 août 2020      | 5.3.0       | The Emperor's New Groove Update                                 | Ajout du thème de Kuzco, l'empereur mégalo |
| 15 décembre 2020  | 5.6.0       | Brave Event Update                                              | Ajout du thème de Rebelle |
| 26 janvier 2021   | 5.7.0       | Ratatouille Update                                              | Ajout du thème de Ratatouille |
| 20 avril 2021     | 5.9.0       | Star Wars Episode IV: A New Hope Event Update                   | Événement lié à Star Wars, épisode IV : Un nouvel espoir |
| 13 juillet 2021   | 6.1.0       | Luca Event Update                                               | Ajout du thème de Luca |
| 24 août 2021      | 6.2.0       | 101 Dalmatians Event Update                                     | Ajout du thème des 101 Dalmatiens |
| 14 décembre 2021  | 6.5.0       | Pinocchio Event Update                                          | Ajout du thème de Pinocchio |
| 25 janvier 2022   | 6.6.0       | Mulan Tower Challenge Update                                    | Ajout du thème de Mulan |
| 8 avril 2022      | 6.7.0       | Robin Hood Event Update                                         | Ajout du thème de Robin des Bois |
| 26 avril 2022     | 6.8.0       | Star Wars Episode V: The Empire Strikes Back Update             | Événement lié à Star Wars, épisode V : L'Empire contre-attaque                                                                                                 |
| 31 mai 2022       | 6.9.0       | The Rescuers Part 1 Update                                      | Ajout du thème de Bernard et Bianca |
| 12 juillet 2022   | 7.0.0       | The Rescuers Part 2 Update                                      | Ajout de Miss Bianca et Penny dans le thème de Bernard et Bianca                                                                                               |

## Système de jeu
L'espace est conçu comme un Royaume enchanté de Disney avec une zone principale par laquelle les visiteurs entrent débouchant sur le château central. Cette rue inspirée de Main Street, USA était initialement vide mais accueille avec les différentes mises à jour des espaces utiles au jeu (voir Édifices).
Au début du jeu Mickey Mouse découvre le parc recouvert d'un brouillard enchanté à la suite d'un sort de Maléfique, les zones maudites. Le joueur envoie Mickey puis les autres personnages, effectuer des quêtes ou tâches qui rapportent de la magie
La magie représentée par des fioles bleues permet d'acheter des personnages et des bâtiments (attractions, concessions ou décors)
Des variantes existent selon les événements. La magie peut être achetée en échange de gemmes.
Les gemmes représentées par des diamants taillés roses s'obtiennent en réalisant des tâches, des quêtes, en complétant une collection de personnages, en regardant une publicité au cinéma ou de manière aléatoire dans la parade. On peut aussi les acheter contre de l'argent réel.
La joie représentée par un smiley (quatre niveaux) permet d'augmenter le nombre de visiteurs du parc. Il faut sélectionner un visiteur et réaliser son souhait (indiqué par une bulle). Son souhait peut être soit d'aller dans une attraction soit de rencontre un personnage qui réalise une tâche.
Les coffres magiques (ajoutés avec la version 1.3.1) sont de quatre types différents : bronze, argent, or et platine. En fonction de leur type, ils nécessitent plus ou moins longtemps pour être désenchantés (3, 6, 12 ou 24 heures) et offrent différentes récompenses. Ces récompenses sont de plusieurs formes : magie, objet pour les évolutions, bâtiments dont des attractions exclusives.

### Personnages
Les personnages de l'univers Disney déambulent dans le parc. Une icône représentant le personnage en haut à gauche de l'écran indique s'il est disponible ou s'il a fini sa tâche (icone avec une coche verte). Les icônes s'empilent par ordre alphabétique (des noms anglais) d'abord les tâches accomplies puis les personnages en attente.
Les quêtes sont des tâches débloquant des éléments du scénario. Les tâches sont des actions des personnages avec une durée d’exécution allant de 60 secondes à 24 heures. Les tâches nécessitent parfois un second personnage ou la construction d'une attraction. Il est possible de réaliser directement une tâche en dépensant des gemmes en fonction de la durée restante.
Les tâches permettent de récolter des étoiles, de la magie ou son équivalent pour un événement et des objets pour les évolutions.
Les évolutions de personnages se font en cumulant des objets associés au personnage collecter au travers de tâches. Normalement chaque personnage nécessite un objet commun avec les autres personnages du thème, deux objets spécifiques et de la magie sauf pour le premier niveau qui ne nécessite qu'un seul objet spécifique. Le second objet spécifique est un chapeau de Mickey aux couleurs du personnage.
Les personnages peuvent monter jusqu'au niveau 10 sauf Merlin limité à 2.
| Collection                           | Nom                           | Version | Commentaires |
| ------------------------------------ | ----------------------------- | ------- | --- |
| Merlin L'enchanteur                  | Merlin                        |         | |
| Mickey et ses amis                   | Pluto                         |         | Achat avec gemmes |
| Mickey et ses amis                   | Mickey                        |         | |
| Mickey et ses amis                   | Minnie                        |         | |
| Mickey et ses amis                   | Dingo                         |         | |
| Mickey et ses amis                   | Daisy                         |         | |
| Mickey et ses amis                   | Donald                        |         | |
| Mickey et ses amis                   | Pat Hibulaire                 |         | |
| Mickey et ses amis                   | Tic                           |         | |
| Mickey et ses amis                   | Tac                           |         | |
| Toy Story                            | Zurg                          |         | |
| Toy Story                            | Jessie                        |         | |
| Toy Story                            | Woody                         |         | |
| Toy Story                            | Buzz l'Éclair                 |         | |
| Toy Story                            | La Bergère                    |         | |
| Toy Story                            | Bayonne                       |         | |
| Toy Story                            | Sergent                       |         | |
| Toy Story                            | Rex                           |         | Achat avec gemmes |
| Toy Story                            | Pil Poil                      |         | |
| Toy Story                            | Alien                         |         | |
| Toy Story                            | Ducky                         |         | |
| Toy Story                            | Bunny                         |         | |
| Toy Story                            | Fourchette                    |         | Achat avec gemmes |
| Cendrillon                           | Cendrillon                    |         | |
| Cendrillon                           | Prince Charmant               |         | |
| Cendrillon                           | Marraine la Fée               |         | |
| Cendrillon                           | Madame de Trémaine            |         | Achat avec gemmes |
| Cendrillon                           | Anastasia de Trémaine         |         | |
| Cendrillon                           | Javotte de Trémaine           |         | |
| Peter Pan                            | Peter Pan                     |         | |
| Peter Pan                            | Wendy Darling                 |         | |
| Peter Pan                            | Capitaine Crochet             |         | |
| Peter Pan                            | Clochette                     |         | |
| Peter Pan                            | Jean Darling                  |         | |
| Peter Pan                            | Michel Darling                |         | |
| Pirates des Caraïbes                 | Elizabeth Swann               |         | |
| Pirates des Caraïbes                 | Jack Sparrow                  |         | achat avec gemmes |
| Pirates des Caraïbes                 | Will Turner                   |         | |
| Pirates des Caraïbes                 | Hector Barbossa               |         | |
| Pirates des Caraïbes                 | Davy Jones                    |         | Achat avec gemmes |
| Pirates des Caraïbes                 | Tia Dalma                     |         | |
| Monstres & Cie                       | Bob Razowski                  |         | |
| Monstres & Cie                       | Sulli                         |         | |
| Monstres & Cie                       | Bouh                          |         | Achat avec gemmes |
| Monstres & Cie                       | Germaine                      |         | |
| Monstres & Cie                       | Celia Mae                     |         | |
| Monstres & Cie                       | Léon Bogue                    |         | |
| Wall-E                               | Wall-E                        |         | Achat avec gemmes |
| Wall-E                               | Eve                           |         | |
| Raiponce                             | Mère Gothel                   |         | |
| Raiponce                             | Flynn                         |         | |
| Raiponce                             | Raiponce                      |         | |
| Raiponce                             | Maximus                       |         | Achat avec gemmes |
| Raiponce                             | Pascal                        |         | |
| La Belle au bois dormant             | Aurore                        |         | |
| La Belle au bois dormant             | Philippe                      |         | |
| La Belle au bois dormant             | Flora                         |         | |
| La Belle au bois dormant             | Pâquerette                    |         | |
| La Belle au bois dormant             | Pimprennelle                  |         | Achat avec gemmes |
| Zootopie                             | Judy Hoops                    |         | |
| Zootopie                             | Nick Wilde                    |         | |
| Zootopie                             | Chef Bogo                     |         | |
| Zootopie                             | Flash                         |         | Achat avec gemmes |
| Le livre de la jungle                | Bagheera                      |         | |
| Le livre de la jungle                | Mowgli                        |         | |
| Le livre de la jungle                | Baloo                         |         | |
| Le livre de la jungle                | Roi Louie                     |         | Achat avec gemmes |
| Le livre de la jungle                | Shere Khan                    |         | |
| Les Indestructibles                  | Flèche                        |         | |
| Les Indestructibles                  | Elastigirl                    |         | |
| Les Indestructibles                  | Mr Indestructibles            |         | |
| Les Indestructibles                  | Jack-Jack                     |         | |
| Les Indestructibles                  | Violette                      |         | |
| Les Indestructibles                  | Frozone                       |         | achat avec gemmes |
| Les Indestructibles                  | Syndrome                      |         | |
| L'étrange Noël de Monsieur Jack      | Zéro                          |         | Achat avec gemmes |
| L'étrange Noël de Monsieur Jack      | Jack Skellington              |         | |
| L'étrange Noël de Monsieur Jack      | Sally                         |         | |
| L'étrange Noël de Monsieur Jack      | Oogie Boogie                  |         | |
| L'étrange Noël de Monsieur Jack      | Le Maire                      |         | |
| L'étrange Noël de Monsieur Jack      | Am                            |         | Achat avec gemmes |
| L'étrange Noël de Monsieur Jack      | Stram                         |         | |
| L'étrange Noël de Monsieur Jack      | Gram                          |         | |
| La Reine des neiges                  | Anna                          |         | |
| La Reine des neiges                  | Elsa                          |         | |
| La Reine des neiges                  | Olaf                          |         | achat avec gemmes |
| La Reine des neiges                  | Hans                          |         | |
| La Reine des neiges                  | Kristoff                      |         | |
| La Reine des neiges                  | Sven                          |         | achat avec gemmes |
| Mulan                                | Li Shang                      |         | |
| Mulan                                | Mulan                         |         | |
| Mulan                                | Mushu                         |         | achat avec gemmes |
| Mulan                                | Cree-Kee                      |         | |
| La Belle et la Bête                  | Madame Samovar                |         | achat avec gemmes |
| La Belle et la Bête                  | La Bête                       |         | |
| La Belle et la Bête                  | Big Ben                       |         | |
| La Belle et la Bête                  | Lumière                       |         | |
| La Belle et la Bête                  | Zip                           |         | |
| La Belle et la Bête                  | Belle                         |         | |
| La Belle et la Bête                  | Gaston                        |         | |
| La Belle et la Bête                  | Le Fou                        |         | |
| Le Roi lion                          | Zazu                          |         | |
| Le Roi lion                          | Nala                          |         | |
| Le Roi lion                          | Simba                         |         | |
| Le Roi lion                          | Rafiki                        |         | Achat avec gemmes |
| Le Roi lion                          | Scar                          |         | |
| Le Roi lion                          | Timon                         |         | |
| Le Roi lion                          | Pumbaa                        |         | |
| Le Roi lion                          | Shenzi                        |         | |
| Le Roi lion                          | Banzaï                        |         | |
| Le Roi lion                          | Ed                            |         | Achat avec gemmes |
| Aladdin                              | Aladdin                       |         | |
| Aladdin                              | Jasmine                       |         | |
| Aladdin                              | Abu                           |         | |
| Aladdin                              | Tapis                         |         | Achat avec gemmes |
| Aladdin                              | Jafar                         |         | |
| Aladdin                              | Iago                          |         | Achat avec gemmes |
| Aladdin                              | Génie                         |         | |
| Aladdin                              | Rajah                         |         | |
| Aladdin                              | Le Sultan                     |         | Achat avec gemmes |
| Alice au Pays des Merveilles         | Alice                         |         | |
| Alice au Pays des Merveilles         | Chapelier fou                 |         | |
| Alice au Pays des Merveilles         | Lièvre de Mars                |         | |
| Alice au Pays des Merveilles         | Lapin Blanc                   |         | Achat avec gemmes |
| Alice au Pays des Merveilles         | Chenille                      |         | |
| Alice au Pays des Merveilles         | Reine de cœur                 |         | |
| Alice au Pays des Merveilles         | Chat de Cheshire              |         | Achat avec gemmes |
| Blanche-Neige et les Sept Nains      | Blanche-Neige                 |         | |
| Blanche-Neige et les Sept Nains      | Le Prince Charmant            |         | |
| Blanche-Neige et les Sept Nains      | Timide                        |         | |
| Blanche-Neige et les Sept Nains      | Prof                          |         | |
| Blanche-Neige et les Sept Nains      | Atchoum                       |         | |
| Blanche-Neige et les Sept Nains      | Simplet                       |         | Achat avec gemmes |
| Blanche-Neige et les Sept Nains      | Joyeux                        |         | Achat avec gemmes |
| Blanche-Neige et les Sept Nains      | La Reine                      |         | |
| Blanche-Neige et les Sept Nains      | Grincheux                     |         | Se débloque avec des objets obtenus dans des coffres magiques pendant l'évènement ou avec les personnages achetés (Simplet et Joyeux) |
| Blanche-Neige et les Sept Nains      | Dormeur                       |         | |
| Winnie l'ourson                      | Coco Lapin                    |         | |
| Winnie l'ourson                      | Tigrou                        |         | Achat avec gemmes |
| Winnie l'ourson                      | Grand Gourou                  |         | |
| Winnie l'ourson                      | Petit Gourou                  |         | |
| Winnie l'ourson                      | Bourriquet                    |         | Achat avec gemmes |
| Winnie l'ourson                      | Porcinet                      |         | |
| Winnie l'ourson                      | Winnie l'ourson               |         | |
| Winnie l'ourson                      | Jean-Christophe               |         | |
| Lilo et Stitch                       | Nani                          |         | |
| Lilo et Stitch                       | Cobra Bubble                  |         | |
| Lilo et Stitch                       | Pickly                        |         | Achat avec gemmes |
| Lilo et Stitch                       | Angel                         |         | |
| Lilo et Stitch                       | Jumba                         |         | Achat avec gemmes |
| Lilo et Stitch                       | Lilo                          |         | |
| Lilo et Stitch                       | Stitch                        |         | |
| Bambi                                | Panpan                        |         | |
| Bambi                                | Fleur                         |         | Achat avec gemmes |
| Bambi                                | Bambi                         |         | |
| Les Nouveaux Héros                   | Hiro                          |         | |
| Les Nouveaux Héros                   | Go-Go                         |         | Achat avec gemmes |
| Les Nouveaux Héros                   | Honey Lemon                   |         | |
| Les Nouveaux Héros                   | Wasabi                        |         | |
| Les Nouveaux Héros                   | Yokaï                         |         | |
| Les Nouveaux Héros                   | Fred                          |         | Achat avec gemmes |
| Les Nouveaux Héros                   | Baymax                        |         | |
| La Petite Sirène                     | Sébastien                     |         | |
| La Petite Sirène                     | Polochon                      |         | Achat avec gemmes |
| La Petite Sirène                     | Eurêka                        |         | |
| La Petite Sirène                     | Roi Triton                    |         | |
| La Petite Sirène                     | Prince Eric                   |         | Achat avec gemmes |
| La Petite Sirène                     | Ursula                        |         | |
| La Petite Sirène                     | Ariel                         |         | |
| Les Mondes de Ralph                  | Ralph                         |         | |
| Les Mondes de Ralph                  | Calhoun                       |         | Achat avec gemmes |
| Les Mondes de Ralph                  | Spamley                       |         | |
| Les Mondes de Ralph                  | Yesss                         |         | |
| Les Mondes de Ralph                  | Félix Fixe Jr                 |         | Achat avec gemmes |
| Les Mondes de Ralph                  | Shank                         |         | |
| Les Mondes de Ralph                  | Vaneloppe                     |         | |
| La princesse et la grenouille        | Le prince Naveen              |         | |
| La princesse et la grenouille        | Tiana                         |         | |
| La princesse et la grenouille        | Eudora                        |         | |
| La princesse et la grenouille        | Charlotte La Bouff            |         | Achat avec gemmes |
| La princesse et la grenouille        | Dr Facilier                   |         | |
| La princesse et la grenouille        | Louis                         |         | Achat avec gemmes |
| La princesse et la grenouille        | Mama Odie                     |         | |
| Dumbo                                | Dumbo                         |         | |
| Dumbo                                | Timothée                      |         | |
| Dumbo                                | Monsieur Loyal                |         | Achat avec gemmes |
| Vaiana : La Légende du bout du monde | Sina                          |         | |
| Vaiana : La Légende du bout du monde | Grand-Mère Tala               |         | Achat avec gemmes |
| Vaiana : La Légende du bout du monde | Chef Tui                      |         | |
| Vaiana : La Légende du bout du monde | Pua                           |         | |
| Vaiana : La Légende du bout du monde | Hei Hei                       |         | Achat avec gemmes |
| Vaiana : La Légende du bout du monde | Maui                          |         | |
| Vaiana : La Légende du bout du monde | Vaiana                        |         | |
| La Bande à Picsou                    | Picsou                        |         | Achat avec gemmes |
| La Bande à Picsou                    | Riri                          |         | |
| La Bande à Picsou                    | Fifi                          |         | |
| La Bande à Picsou                    | Loulou                        |         | |
| Le monde de Nemo                     | Nemo                          |         | |
| Le monde de Nemo                     | Marin                         |         | |
| Le monde de Nemo                     | Dory                          |         | |
| Le monde de Nemo                     | Hank                          |         | Achat avec gemmes |
| Le monde de Nemo                     | Bruce                         |         | Achat avec gemmes |
| Le monde de Nemo                     | Crush                         |         | |
| Le monde de Nemo                     | Squiz                         |         | |
| Coco                                 | Miguel Rivera                 |         | |
| Coco                                 | Abuelita                      |         | |
| Coco                                 | Dante                         |         | Achat avec gemmes |
| Coco                                 | Mamá Imelda                   |         | |
| Coco                                 | Hector Rivera                 |         | |
| Coco                                 | Mamá Coco                     |         | Achat avec gemmes |
| Coco                                 | Ernesto de la Cruz            |         | |
| La Reine des neiges 2                | Ryder                         |         | |
| La Reine des neiges 2                | Honeymaren                    |         | |
| La Reine des neiges 2                | Esprit du Feu                 |         | Achat avec gemmes |
| Star Wars épisode VIII               | R2-D2                         |         | Achat avec gemmes |
| Star Wars épisode VIII               | C-3PO                         |         | |
| Star Wars épisode VIII               | Poe                           |         | |
| Star Wars épisode VIII               | BB-8                          |         | Achat avec gemmes |
| Star Wars épisode VIII               | Finn                          |         | |
| Star Wars épisode VIII               | Rey                           |         | |
| Star Wars épisode VIII               | Stormtrooper du premier ordre |         | Achat avec gemmes |
| Star Wars épisode VIII               | Kylo Ren                      |         | |
| Star Wars épisode VIII               | Général Hux                   |         | |
| La Belle et le Clochard              | Lady                          |         | |
| La Belle et le Clochard              | Clochard                      |         | |
| La Belle et le Clochard              | Joke                          |         | |
| La Belle et le Clochard              | Joe                           |         | |
| La Belle et le Clochard              | Tony                          |         | |
| La Belle et le Clochard              | César                         |         | Achat avec gemmes |
| En avant                             | Barley                        |         | |
| En avant                             | Colt                          |         | |
| En avant                             | Laurel                        |         | |
| En avant                             | Papa                          |         | Achat avec gemmes |
| En avant                             | Ian                           |         | |
| En avant                             | Fournaise                     |         | Achat avec gemmes |
| En avant                             | La Manticore                  |         | |
| Pocahontas : Une légende indienne    | Pocahontas                    |         | |
| Pocahontas : Une légende indienne    | Meeko                         |         | |
| Pocahontas : Une légende indienne    | Percy                         |         | Achat avec gemmes |
| Hercule                              | Pégase                        |         | Achat avec gemmes |
| Hercule                              | Phil                          |         | |
| Hercule                              | Meg                           |         | |
| Hercule                              | Peine                         |         | |
| Hercule                              | Hercule                       |         | |
| Hercule                              | Panic                         |         | Achat avec gemmes |
| Hercule                              | Hadès                         |         | |
| Kuzco, l'empereur mégalo             | Kuzco                         |         | |
| Kuzco, l'empereur mégalo             | Pacha                         |         | |
| Kuzco, l'empereur mégalo             | Yzma                          |         | |
| Kuzco, l'empereur mégalo             | Kronk                         |         | Achat avec gemmes |
| The Mandalorian                      | Kuiil                         |         | Achat avec gemmes |
| The Mandalorian                      | Le Mandalorien                |         | |
| The Mandalorian                      | Greef Kargas                  |         | |
| The Mandalorian                      | Cara Dune                     |         | |
| The Mandalorian                      | L'Enfant                      |         | |
| Rebelle                              | Merida                        |         | |
| Rebelle                              | La reine Elinor               |         | |
| Rebelle                              | Le roi Fergus                 |         | |
| Rebelle                              | Lord MacIntosh                |         | |
| Rebelle                              | Lord MacGuffin                |         | |
| Rebelle                              | Lord Dingwall                 |         | Achat avec gemmes |
| Ratatouille                          | Rémy                          |         | |
| Ratatouille                          | Linguini                      |         | |
| Ratatouille                          | Colette                       |         | Achat avec gemmes |
| Les Aventures de Bernard et Bianca   | Bernard                       |         | |
| Les Aventures de Bernard et Bianca   | Orville                       |         | Achat avec gemmes |
| Les Aventures de Bernard et Bianca   | Miss Bianca                   |         | |
| Les Aventures de Bernard et Bianca   | Penny                         |         | |

Il y a des personnages non-jouables :
- Merlin qui informe le joueur des nouvelles quêtes et des zones maudites qu'il est possible de prendre.
- Maléfique qui a lancé la première malédiction sur le parc
- les balais magiques de L'Apprenti sorcier
- les corbeaux noirs de Maléfique
- les robots à pinces (quête de Les Indestructibles)
- les robots canons (quête de Les Indestructibles)
- les araignées d'Oogie (quête de L'étrange Noël de Monsieur Jack)
- les Snowgies (quête de la Reine des neiges) qui doivent être attrapés pour avoir les flocons de neige, objet d'évolution commun pour les personnages de l’événement. Pour les attraper, Anna, Olaf ou Kristoff doivent posséder des objets (deux sacs et quatre cordes) obtenus au travers des quêtes d'autres personnges
- les nuages de neige (quête de la Reine des neiges)
- Les mouette de nemo (durant l'événement)

### Bâtiments
Il existe quatre type de bâtiments, les attractions, les concessions (boutiques et restaurant), les décors et des édifices du jeu.

#### Attractions
Il y a deux types d'attractions, celles inamovibles définies dans le jeu et les attractions liés à des thèmes.
Certaines attractions ne sont disponibles qu'à travers les récompenses des coffres magiques. Les attractions ne peuvent pas être déplacées si un personnage réalise une tâche dedans.
| Nom anglais                        | Nom français                                | Univers                         | version | Attraction réelle                                                       | Commentaires                                    |
| ---------------------------------- | ------------------------------------------- | ------------------------------- | ------- | ----------------------------------------------------------------------- | ----------------------------------------------- |
| Astro Orbiters                     | Orbiteurs astraux                           | Attractions des parcs Disney    | initial | Astro Orbiters                                                          |                                                 |
| it's a small world                 | It's a Small World                          | Attractions des parcs Disney    | initial | It's a Small World                                                      | inamovible                                      |
| Space Mountain                     | Space Mountain                              | Attractions des parcs Disney    | initial | Space Mountain                                                          | inamovible                                      |
| Sword in the Stone                 | Épée dans la pierre                         | Merlin l'enchanteur             | initial | cour du Château de Cendrillon et du Château de la Belle au bois dormant |                                                 |
| California Screamin'               | Hurlements de Californie                    | Mickey et ses amis              | initial | California Screamin'                                                    | inamovible                                      |
| Daisy's Diner                      | Café de Daisy                               | Mickey et ses amis              | initial | Mickey's Toontown                                                       |                                                 |
| Pluto's House                      | Niche de Pluto                              | Mickey et ses amis              | initial | Mickey's Toontown                                                       | achat par gemme                                 |
| Cyclops Sushi                      | Cyclope Sushi                               | Monstres & Cie                  | initial |                                                                         |                                                 |
| Mike and Sulley to the Rescue      | Bob et Sulli à la rescousse                 | Monstres & Cie                  | initial | Monsters, Inc. : Mike and Sulley to the Rescue!                         | achat par gemme                                 |
| Monsters, Inc. Laugh Floor         | Usines à rire de Monstres & Cie             | Monstres & Cie                  | initial | Monsters, Inc. : Laugh Floor                                            |                                                 |
| Goofy's Playhouse                  | Cabane de Dingo                             | Mickey et ses amis              | initial | Mickey's Toontown                                                       |                                                 |
| Mickey's Fun Wheel                 | Grande roue de Mickey                       | Mickey et ses amis              | initial | Mickey's Fun Wheel                                                      |                                                 |
| Mickey's House                     | Maison de Mickey                            | Mickey et ses amis              | initial | Mickey's Toontown                                                       |                                                 |
| Mickey's PhilharMagic              | PhilharMagic de Mickey                      | Mickey et ses amis              | initial | Mickey's PhilharMagic                                                   |                                                 |
| Minnie's House                     | Maison de Minnie                            | Mickey et ses amis              | initial | Mickey's Toontown                                                       |                                                 |
| Pixie Hollow                       | Vallée des fées                             | Peter Pan et Disney Fairies     | initial |                                                                         |                                                 |
| Princess Fairytale Hall            | Galerie des contes et princesses            | Princesses Disney               | initial | Fantasyland Theater                                                     | cadeau gratuit pour les 60 jours du joueur      |
| Al's Toy Barn                      | Al, Jouets à gogo                           | Toy Story                       | initial |                                                                         |                                                 |
| Buzz Lightyear's Astro Blasters    | Astro-chocs de Buzz l'éclair                | Toy Story                       | initial | Buzz Lightyear's Astro Blasters                                         |                                                 |
| Jessie's Snack Roundup             | Bivouac de Jessie                           | Toy Story                       | initial | Toy Story Land                                                          |                                                 |
| Pizza Planet                       | Pizza Planète                               | Toy Story                       | initial | Pizza Planet                                                            |                                                 |
| RC Racers                          | Pilote RC                                   | Toy Story                       | initial | RC Racer                                                                | achat par gemme                                 |
| Space Traders                      | Marchands spatiaux                          | Toy Story                       | initial |                                                                         |                                                 |
| Toy Soldiers Parachute Drop        | Parachutage de petits soldats               | Toy Story                       | initial | Toy Soldiers Parachute Drop                                             | achat par gemme                                 |
| WALL-E's House                     | Maison de Wall-E                            | Wall-E                          | initial |                                                                         | achat par gemme                                 |
| Mad Tea Party                      | Réception de thé folle                      | Attractions des parcs Disney    | 1.1.0   | Mad Tea Party                                                           | achat par gemme                                 |
| Donald's Boat                      | Bateau de Donald                            | Mickey et ses amis              | 1.1.0   | Mickey's Toontown                                                       |                                                 |
| Fantasia Gardens and Fairways      | Jardins et golf de Fantasia                 | Mickey et ses amis              | 1.1.0   | Fantasia Gardens                                                        | achat par gemme                                 |
| Fantasy Faire                      | Foire de fantaisie                          | Princesses Disney               | 1.1.0   |                                                                         |                                                 |
| Rapunzel's Tower                   | La Tour de Raiponce                         | Raiponce                        | 1.1.0   |                                                                         |                                                 |
| Snuggly Duckling                   | Le Snuggly Duckling                         | Raiponce                        | 1.1.0   |                                                                         |                                                 |
| The Magic Carpets of Aladdin       | Le Tapis magique d'Aladdin                  | Aladdin                         | 1.2.0   | Tapis Volants d'Aladdin                                                 |                                                 |
| The Magic Lamp Theater             | Cinéma de la lampe magique                  | Aladdin                         | 1.2.0   | Magic Lamp Theater                                                      | achat par gemme                                 |
| Incredibles House                  | Maison des Indestructibles                  | Les Indestructibles             | 1.2.0   |                                                                         |                                                 |
| Jet Packs                          | Reacteur dorsaux                            | Les Indestructibles             | 1.2.0   |                                                                         |                                                 |
| Omnidroid Obstacle Course          | Course d'obstacle de l'Omnidroïde           | Les Indestructibles             | 1.2.0   |                                                                         |                                                 |
| Syndrome's Zero Point Energy Rings | Anneaux d'énergie du point zéro de Syndrome | Les Indestructibles             | 1.2.0   |                                                                         |                                                 |
| The Omnidroid City                 | La cité omnidroïde                          | Les Indestructibles             | 1.2.0   |                                                                         |                                                 |
| Splash Mountain                    | Splash Mountain                             | Attractions des parcs Disney    | 1.3.0   | Splash Mountain                                                         |                                                 |
| Aurora's Spinning Wheel            | Rouet d'Aurore                              | La belle au bois dormant        | 1.3.0   |                                                                         | achat par gemme                                 |
| Fairy Hut                          | Chaumières des fées                         | La belle au bois dormant        | 1.3.0   |                                                                         |                                                 |
| Prince Charming's Regal Carrousel  | Carrousel royal du prince charmant          | La belle au bois dormant        | 1.3.0   | Carrousel des parcs Disney                                              |                                                 |
| Sea Serpent Swing                  | Balancier du serpent de mer                 | Pirates des Caraïbes            | 1.4.0   | concept du Looping Starship                                             |                                                 |
| Tortuga Tavern                     | Taverne de Tortuga                          | Pirates des Caraïbes            | 1.4.0   | Tortuga Tavern                                                          |                                                 |
| The Kraken                         | Le Kraken                                   | Pirates des Caraïbes            | 1.4.0   |                                                                         | achat par gemme                                 |
| Haunted Mansion                    | Le manoir hanté                             | Attractions des parcs Disney    | 1.5.1   | Haunted Mansion                                                         | achat par gemme après achèvement de deux quêtes |
| Hollywood Tower of Terror          | Tour Hollywood de la Terreur                | Attractions des parcs Disney    | 1.5.1   | Tower of Terror                                                         |                                                 |
| Broomstick Graveyard               | Cimetière de manche à balai                 | L'étrange Noël de Monsieur Jack | 1.5.1   |                                                                         |                                                 |
| Finkelstein Tower                  | Tour Finkelstein                            | L'étrange Noël de Monsieur Jack | 1.5.1   |                                                                         |                                                 |
| Jack's House                       | Maison de Jack                              | L'étrange Noël de Monsieur Jack | 1.5.1   |                                                                         |                                                 |
| Nightmare Candy Shop               | Confiserie cauchemardesque                  | L'étrange Noël de Monsieur Jack | 1.5.1   |                                                                         |                                                 |
| Arendelle Courtyard Rink           | Patinoire de la cour d'Arendelle            | La Reine des neiges             | 1.7.1   |                                                                         |                                                 |
| Elsa's Ice Palace                  | Palais de glace d'Elsa                      | La Reine des neiges             | 1.7.1   |                                                                         |                                                 |
| Troll Knoll                        | Tertre des trolls                           | La Reine des neiges             | 1.7.1   |                                                                         |                                                 |
| Wandering Oaken's                  | Chez Oaken                                  | La Reine des neiges             | 1.7.1   |                                                                         |                                                 |

#### Concessions
Les concessions sont des restaurants, snacks ou boutiques. La plupart doit être achetée contre des gemmes lors d'événement spéciaux et permettent de produire durant le temps de l'événement des ressources spécifiques.
- Stand de burger
- Stand de bretzel
- Stand de Chapeau de Mickey
- Stand de l'Apprenti sorcier de Mickey

#### Autres édifices
- Le château : permet gérer les évolutions des personnages en jeu.
- la tente de parade : permet de lancer les parades en ajoutant des chars et en dépensant de la magie. Le nombre de char est limité et nécessite des gemmes pour être augmentés ou pour acheter de nouveaux chars.
- Le cinéma : permet des regarder jusqu'à deux publicités par jour contre une gemme par publicité.
- Le coffre-fort ou la banque : permet de stocker et ouvrir les coffres magiques qui contiennent des récompenses.
- La boutique de costumes : permet d'ajouter des costumes à certains personnages (la bande des cinq de Mickey) offrant de nouvelles quêtes.

## Accueil
- Gamezebo : 3,5/5[5]
- Pocket Gamer : 5/10[6]